# Rodgau
Rodgau település Németországban, Hessen tartományban. Lakosainak száma 46 683 fő (2023. december 31.).

## Népesség
- 43 054 (2009. jún. 30.)
- 44.222 (2015 dec. 31)

A település népességének változása:
| Lakosok száma | 44 725 | 45 202 | 45 847 | 46 426 | 46 683 |
|               | 2017   | 2019   | 2021   | 2022   | 2023   |